# Alfred Giraudet
Pour les articles homonymes, voir Giraudet (homonymie).
Alfred Auguste Giraudet (Étampes, 29 mars 1845 - New York, 10 octobre 1911) est une basse d'opéra, professeur de chant au Conservatoire de Paris (1889-1901) et écrivain français.

## Biographie
Il travaille le chant avec François Delsarte et débute à Boulogne-sur-Mer en 1866 dans le rôle de Méphistophélès dans Faust de Gounod, rôle qu'il incarnera tout au long de sa carrière.
Il se produit au Théâtre-Lyrique en 1867, à Bordeaux en 1871-1872 et en Italie en 1873-1874. De retour à Paris, il chante au Théâtre-Italien, puis à l'Opéra-Comique dès 1875, où il crée Philémon et Baucis (1876, rôle de Vulcain) et Cinq-Mars de Gounod (1877, rôle du père Joseph).
Il entre à l'Opéra Garnier en 1880 et débute dans Les Huguenots de Meyerbeer le 10 septembre, puis crée le rôle du roi des Asturies dans Le Tribut de Zamora de Gounod. Il quitte l'Opéra en 1883.
Il est nommé professeur de chant au Conservatoire de Paris en 1889 et quitte ce poste en 1901.
Fin 1908, il rejoint l'Institute of Musical Art de New York, où il enseigne le chant pendant deux ans. Il meurt soudainement d'un œdème pulmonaire le 10 octobre 1911.
Parmi ses élèves on compte notamment Félix Vieuille, Julia Guiraudon, Charlotte Wyns, Charles Rousselière (en), Clarence Whitehill, Mariska Aldrich et Lucia Dunham (en).
Très influencé par François Delsarte dans son approche du chant et sa théorie, il lui dédiera son ouvrage Mimique. Physionomie et gestes d'après le système de F. del Sarte.